# 공화국 상원 (멕시코)
공화국상원(스페인어: Senado de la República)은 멕시코의 양원제 연방의회에서 상원에 해당한다. 128명의 의원으로 구성되며 각각 6년 임기이다.

## 구성
1990년대 여러 개혁을 거쳐 현재 공화국 상원은 128명의 의원으로 구성된다. 상원의원 선거가 있을 때 각 정당은 멕시코의 32개 주(연방구 포함)마다 후보를 2명씩 공천하며, 투표 결과에 따라 1위 정당은 2명, 2위 정당은 1명을 당선시키게 된다. 그리고 나머지 32석은 득표율에 따라 비례로 각 정당에 분배된다.